# Stiptopodius nitidus
Stiptopodius nitidus är en skalbaggsart som beskrevs av Antoine Boucomont 1923. Stiptopodius nitidus ingår i släktet Stiptopodius och familjen bladhorningar. Inga underarter finns listade i Catalogue of Life.